# Jean-Baptiste Lamarck
Jean-Baptiste Pierre Antoine de Monet, Chevalier de Lamarck (født 1. august 1744, død 18. december 1829) var en fransk naturalist, der som en af de første hævdede, at evolution opstod på baggrund af naturlige love. Lamarck er dog i dag overvejende husket for at hævde, at egenskaber, som ændres gennem livet hos individer, overføres ved arv til afkommet. Lamarck var en af de første til at bruge termen biologi i dets moderne betydning.